# El Grado
El Grado è un comune spagnolo di 518 abitanti situato nella comunità autonoma dell'Aragona.

Fa parte della comarca del Somontano de Barbastro.